# Gerald Vanenburg
Gerald Vanenburg (Utrecht, 1964. március 5. –) Európa-bajnok holland válogatott labdarúgó.

## Pályafutása

### Klubcsapatban
Az Ajax, a PSV Eindhoven, a japán Júbilo Iwata, az Utrecht, a francia Cannes és a német 1860 München csapataiban játszott.

### A válogatottban
1982 és 1993 között 42 alkalommal szerepelt a holland válogatottban és egy gólt szerzett. Az 1988-as NSZK-beli Európa-bajnokságon aranyérmes lett a csapattal. Tagja volt az 1990-es olaszországi világbajnokságon részt vevő válogatott keretnek.

## Sikerei, díjai
Hollandia
- Európa-bajnokság
  - aranyérmes: 1988, NSZK

## Statisztika
| Holland válogatott | Holland válogatott | Holland válogatott |
| Időszak            | Mérk.              | gól                |
| ------------------ | ------------------ | ------------------ |
| 1982               | 4                  | 0                  |
| 1983               | 5                  | 1                  |
| 1984               | 0                  | 0                  |
| 1985               | 0                  | 0                  |
| 1986               | 4                  | 0                  |
| 1987               | 7                  | 0                  |
| 1988               | 10                 | 0                  |
| 1989               | 4                  | 0                  |
| 1990               | 6                  | 0                  |
| 1991               | 1                  | 0                  |
| 1992               | 1                  | 0                  |
| Összesen           | 42                 | 1                  |